# Ioan Oancea
Ioan Oancea (n. 14 august 1939) este un om politic român, fost ministru.